# Плюр
Плюр (від фр. pelure — шкіра, шкурка плода) — тонкий прозорий літографічний папір, покритий з одного боку клейовою плівкою.
Застосовується в книгодрукуванні, виконує функцію захисту ілюстрацій книги від механічного пошкодження.